# Посольство Украины в Словении
Посольство Украины в Словении — дипломатическое представительство Украины в Словении, расположенное в столице Словении городе Любляна.

## Задачи посольства
Основная задача посольства Украины в Любляне представлять интересы Украины, способствовать развитию политических, экономических, культурных, научных и других связей, а также защищать права и интересы граждан и юридических лиц Украины, которые находятся на территории Словении.
Посольство способствует развитию межгосударственных отношений между Украиной и Словенией на всех уровнях, с целью обеспечения гармоничного развития взаимных отношений, а также сотрудничества по вопросам, представляющим взаимный интерес. Посольство выполняет также консульские функции.

## История развития дипломатических отношений
11 декабря 1991 года Словения признала государственную независимость Украины. В тот же день Украина одной из первых европейских стран признала государственную независимость Республики Словении. 10 марта 1992 года между Украиной и Словенией было подписано «Соглашение об установлении дипломатических отношений». До 2004 года дипломатические отношения между странами осуществлялись через Посольство Украины в Венгрии. С 2004 года в Словении функционирует посольство Украины.

## Главы дипломатических миссий Украины в Словении
- Прокопович, Вячеслав Константинович (1919) Белград
- Ткач Дмитрий Иванович (14 марта 1995 — 8 декабря 1997)[2][3] Будапешт
- Климпуш, Орест Дмитриевич (27 марта 1998 — 29 апреля 2002)[4][5] Будапешт
- Гнатишин, Иван Николаевич (25 августа 2004 — 26 января 2006)[6][7] Любляна
- Ежов, Станислав Станиславович (2006—2007) временный поверенный
- Примаченко Вадим Викторович (12 марта 2007 — 6 мая 2011)[8][9]
- Фиалка Наталья Николаевна (6 мая 2011 — 30 июля 2011) временный поверенный
- Кириченко Николай Николаевич (30 июля 2011 — 13 июля 2015)[10][11]
- Бродович Михаил Франкович (28 августа 2015 — 4 мая 2022)[12][13]
- Таран, Андрей Васильевич (4 мая 2022 — 21 декабря 2024)[14][15]
- Бешта, Пётр Петрович (с 21 декабря 2024)[16]